# ボンバルディア・バイレベル・コーチ
バイレベル・コーチ（英語: Bilevel Coach）は、アメリカ合衆国やカナダ各地の通勤鉄道に導入されている2階建て客車。1977年から営業運転を開始し、2022年現在はアルストムによって展開が行われている。

## 歴史
カナダ・オンタリオ州トロントの公共交通事業者であるGOトランジットは、1967年5月23日からGOトレイン（Go Train）のブランド名で通勤列車の運行を開始したが、1970年代以降乗客増加による列車の混雑が大きな課題となっていた。従来使用されていた1階建ての車両ではラッシュ時の乗客を捌ききれない状況であったが、増結のためにはプラットホームの拡張を行わなければならず、長期の工事期間が必要となった。そのため、GOトランジットはプラットホームの長さを変える事なく大量の乗客を輸送できる2階建て車両を導入する事を決定した。
当初はアメリカ合衆国やカナダ各地の通勤列車に導入されていた2階建て客車であるギャラリーカーの導入が検討されたが、扉が中央に1箇所しかなく乗降に時間がかかる事、座席配置が窮屈である事などが課題として挙げられた。そこで、カナダの車両メーカーであったホーカー・シドレー・カナダ（Hawker Siddeley Canada）はより通勤輸送に適した2階建て客車"バイレベル・コーチ"（Bilevel Coach）を新たに開発し、1975年にGOトランジットからの発注を獲得した。営業運転には1977年から導入されている。
バイレベル・コーチはサンダーベイの工場で生産が行われたが、1980年代にホーカー・シドレー・カナダはUTDCおよびSNC-ラバリンに買収され、2002年以降はボンバルディア・トランスポーテーション、更に2021年にはアルストムの工場となり、2020年現在は同社によって展開が行われている。

## 概要
車端部分が1階建て構造（中2階）となっている2階建て車両で、乗降扉は低床構造となっている1階部分に2箇所設置されている。八角形の側面を持つ車体はアルミニウム製で、台枠は鋼製となっている。初期の車両は製造の際にリベットが用いられたが、ボンバルディアの移行後は車体製造は全溶接式に変更されている。定員数は導入された事業者によって異なるが、従来の1階建て車両の1.5 - 1.7倍以上の収容力を持ち、最初の導入先となったGOトランジットで運用される10両編成の客車列車は着席定員だけでも1,400人以上の乗客の輸送を可能としている。これにより、運用コストも1階建て車両使用時に比べ15 - 30％削減される。車内電源は連結された機関車から供給される集中電源方式を採用している。
通常の客車に加え、1983年からは2階部分に運転台を備えた制御車の生産も開始され、プッシュプル運転が可能となっている。大半の車両は貫通扉が設置された切妻型の前面形状を有するが、2012年にGOトランジットが発注し2015年から営業運転に投入された車両以降はクラッシャブルゾーンを備えた流線形の非貫通式デザインに変更され、運転台の位置も2階部分の高さに移設されている。
2018年までに計8次に渡って量産が行われており、1,300両以上の車両がアメリカ合衆国やカナダの通勤鉄道へ導入されている。更に2019年にも9次車となるGOトランジット向けの車両の発注が実施されている。

車内
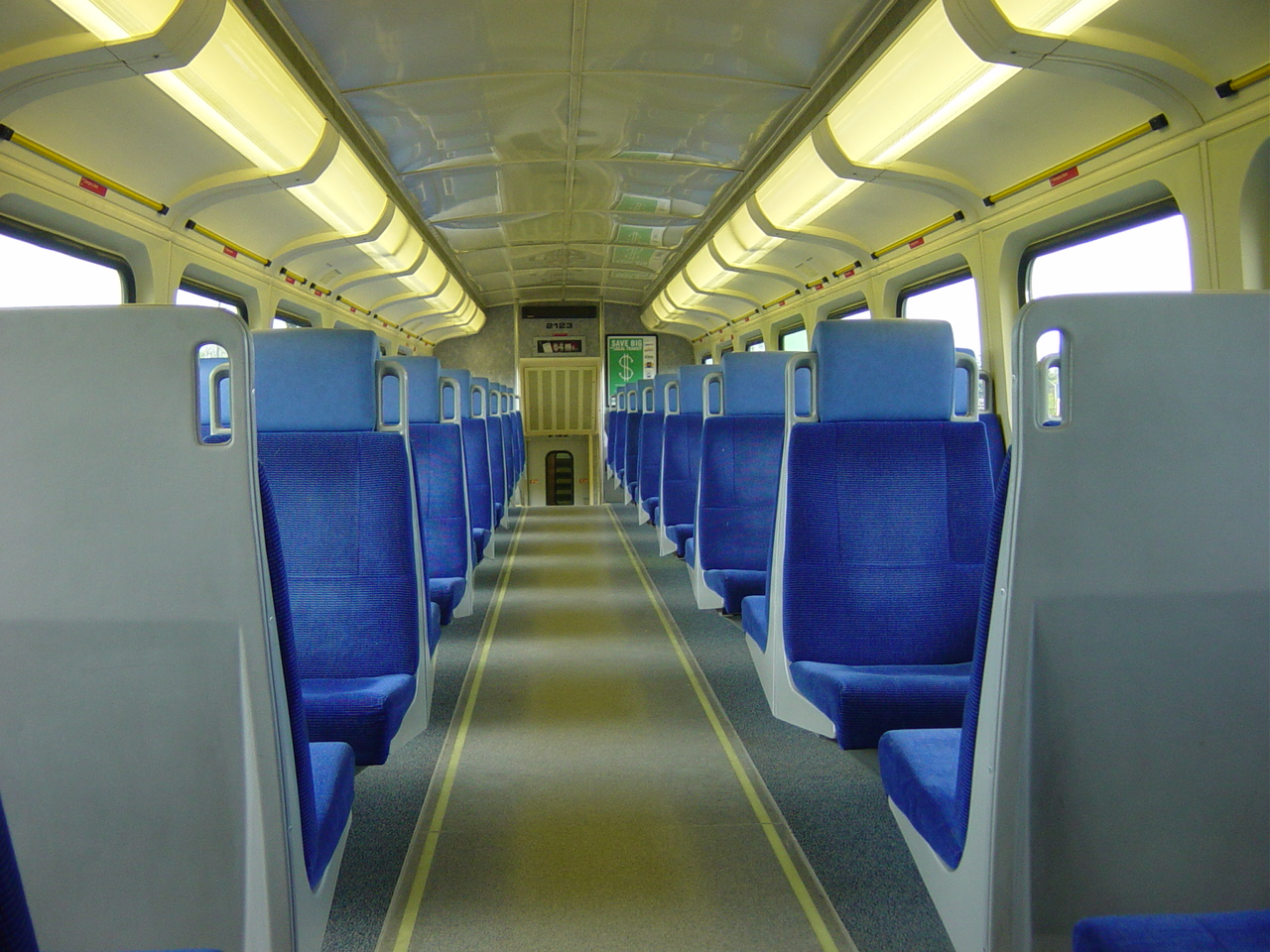
車内（GOトランジット）
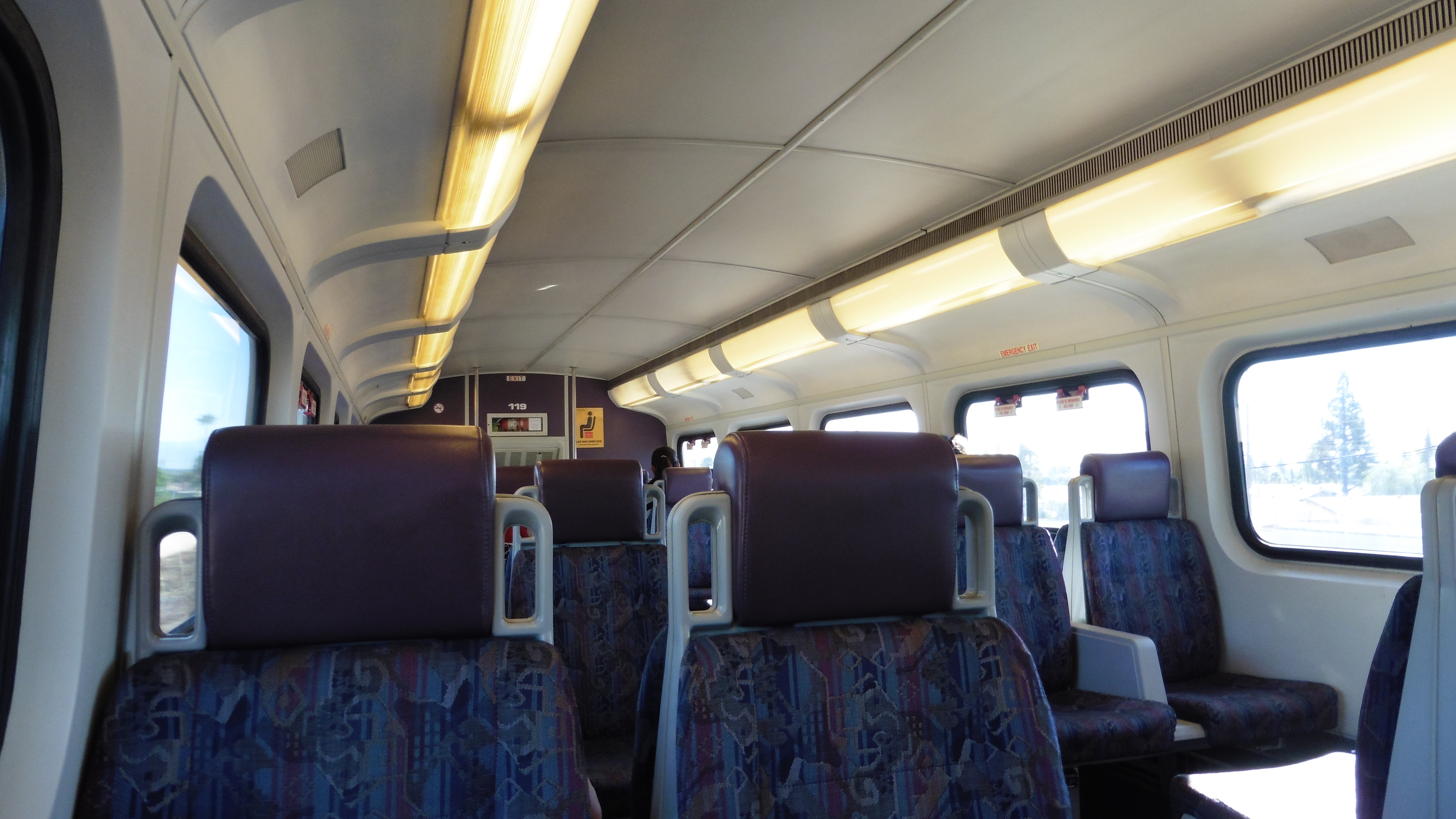
車内（メトロリンク）
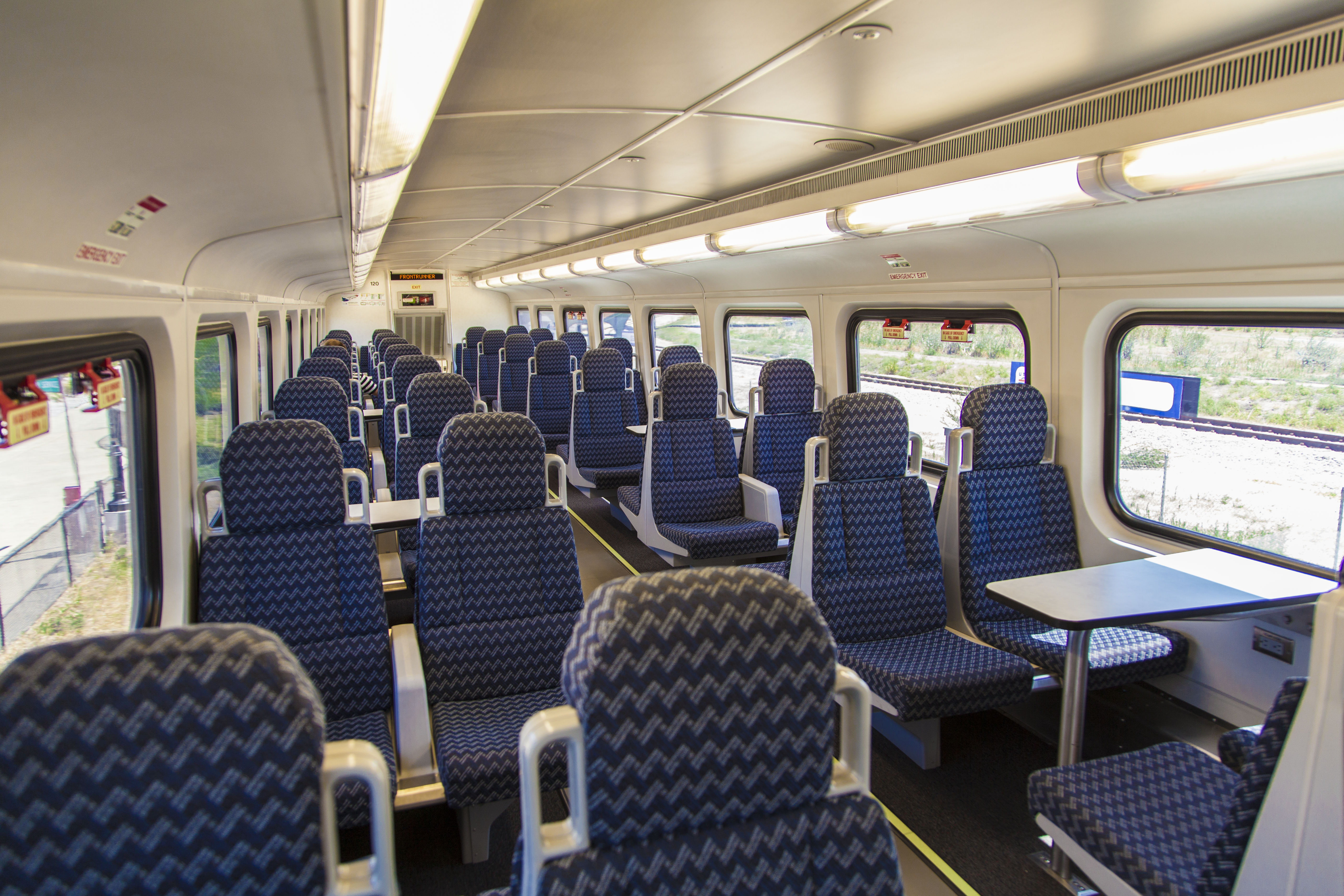
車内（フロントランナー（英語版））
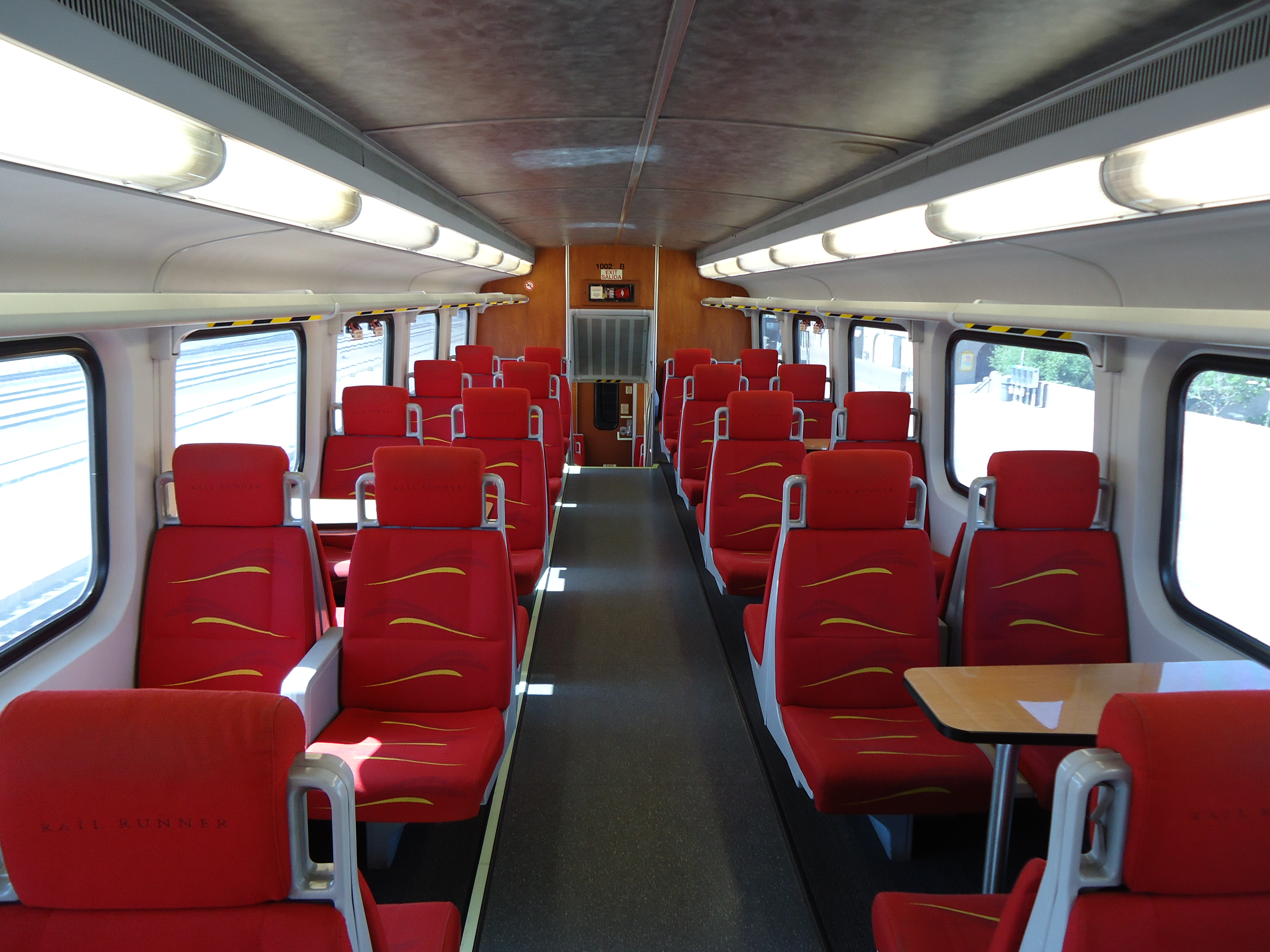
車内（ニューメキシコ・レイルランナー・エキスプレス）

車種
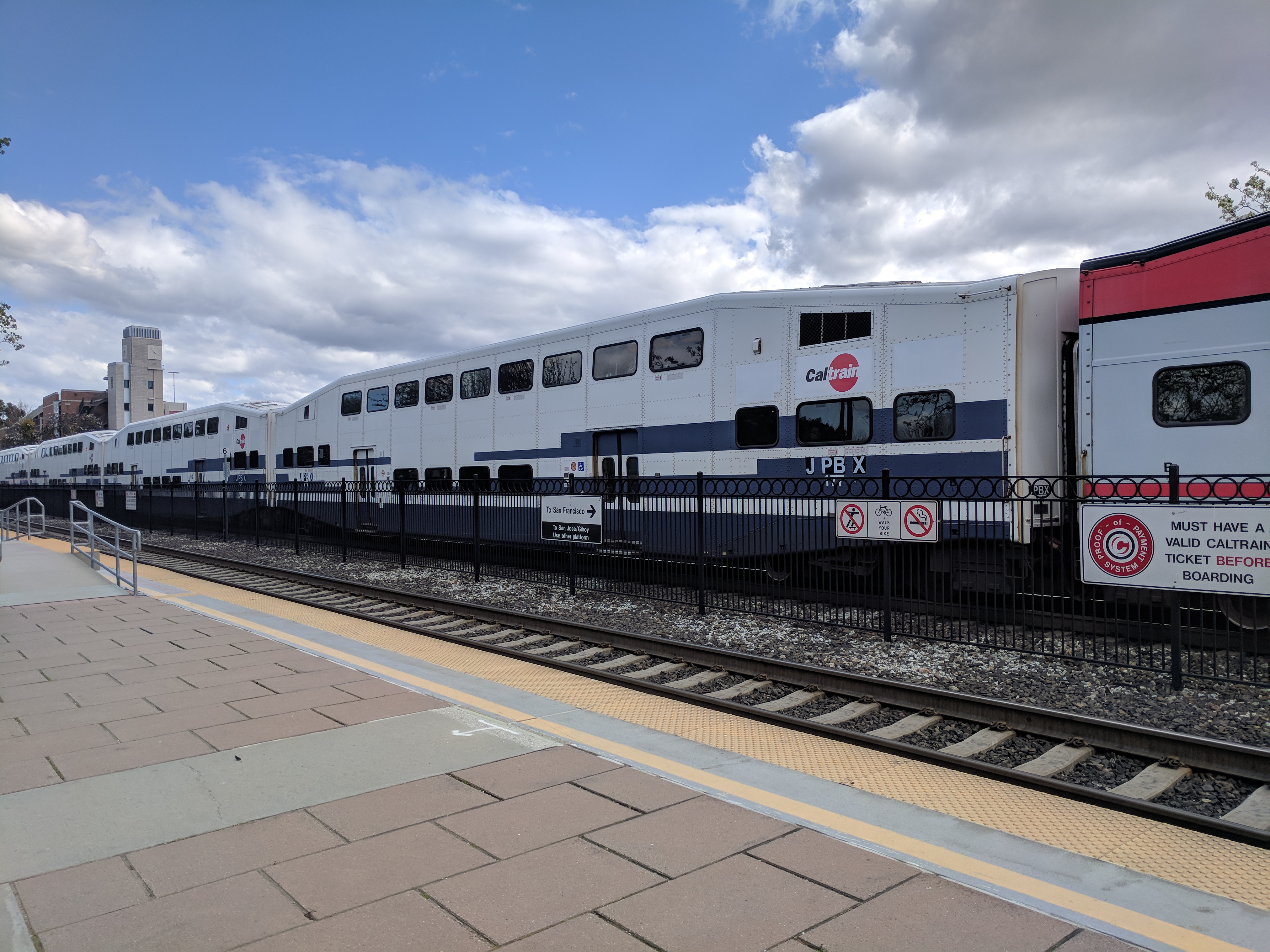
客車（メトロリンク）
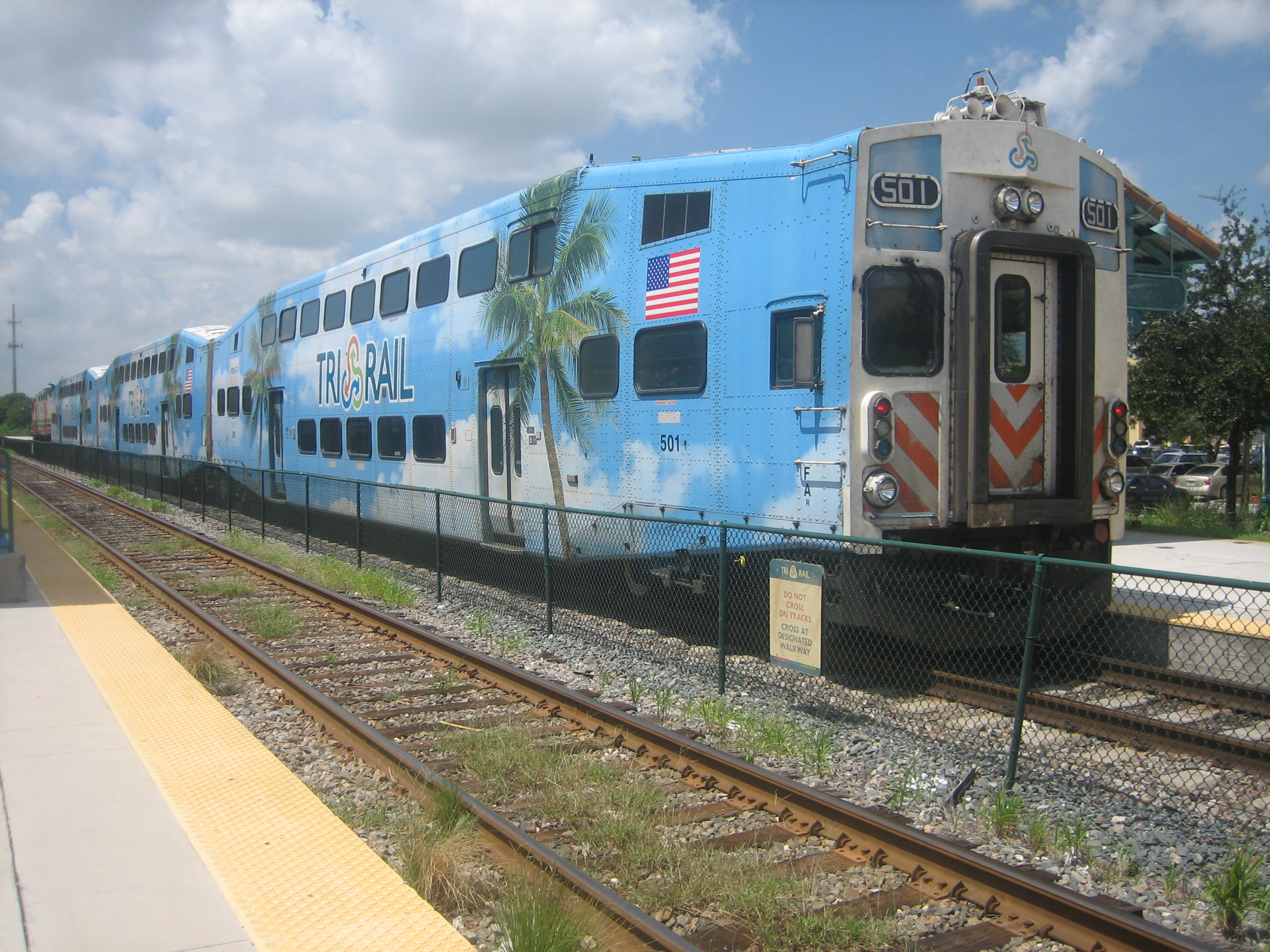
制御車（トライレール、前面右側にトイレを設置）
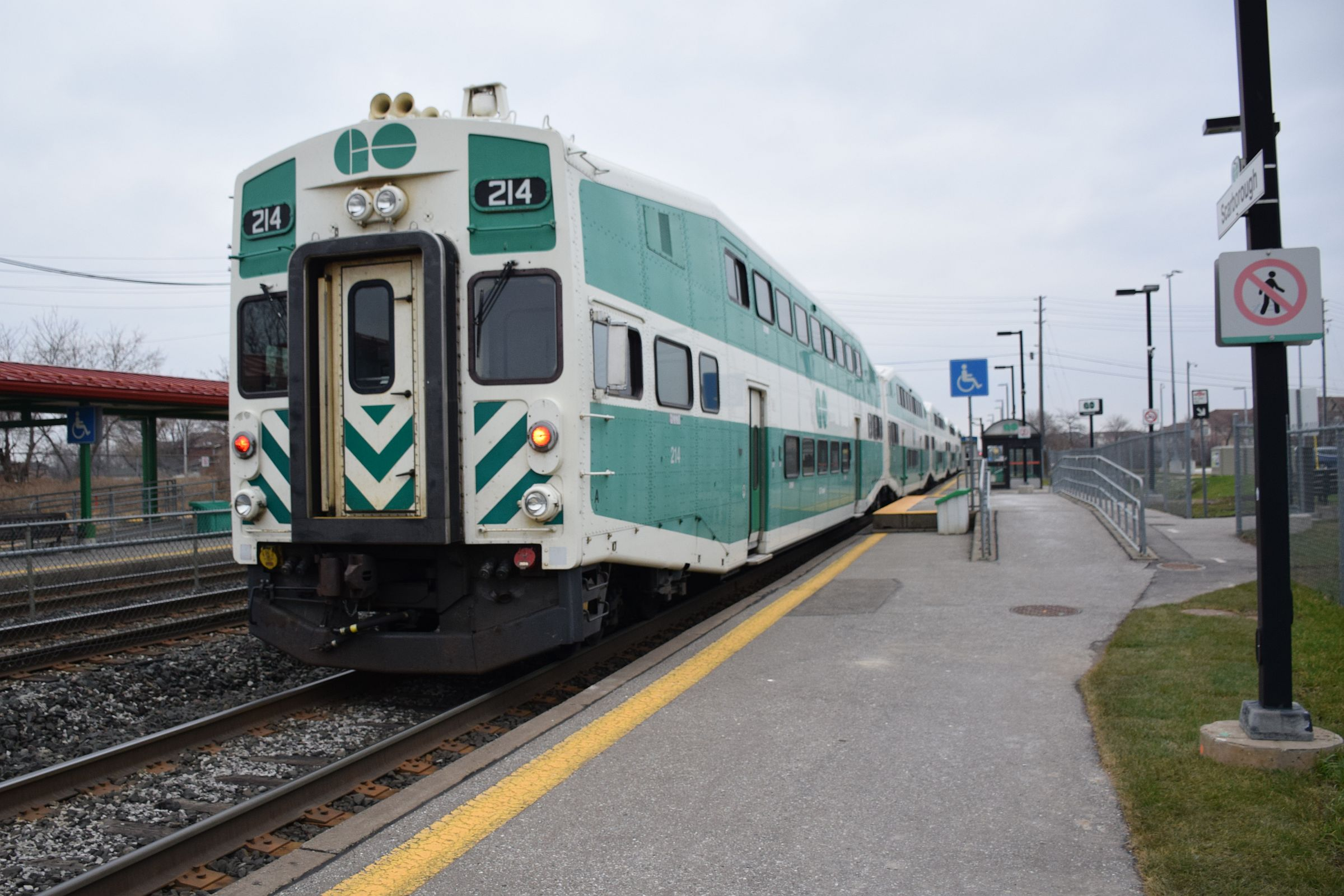
制御車（GOトランジット）
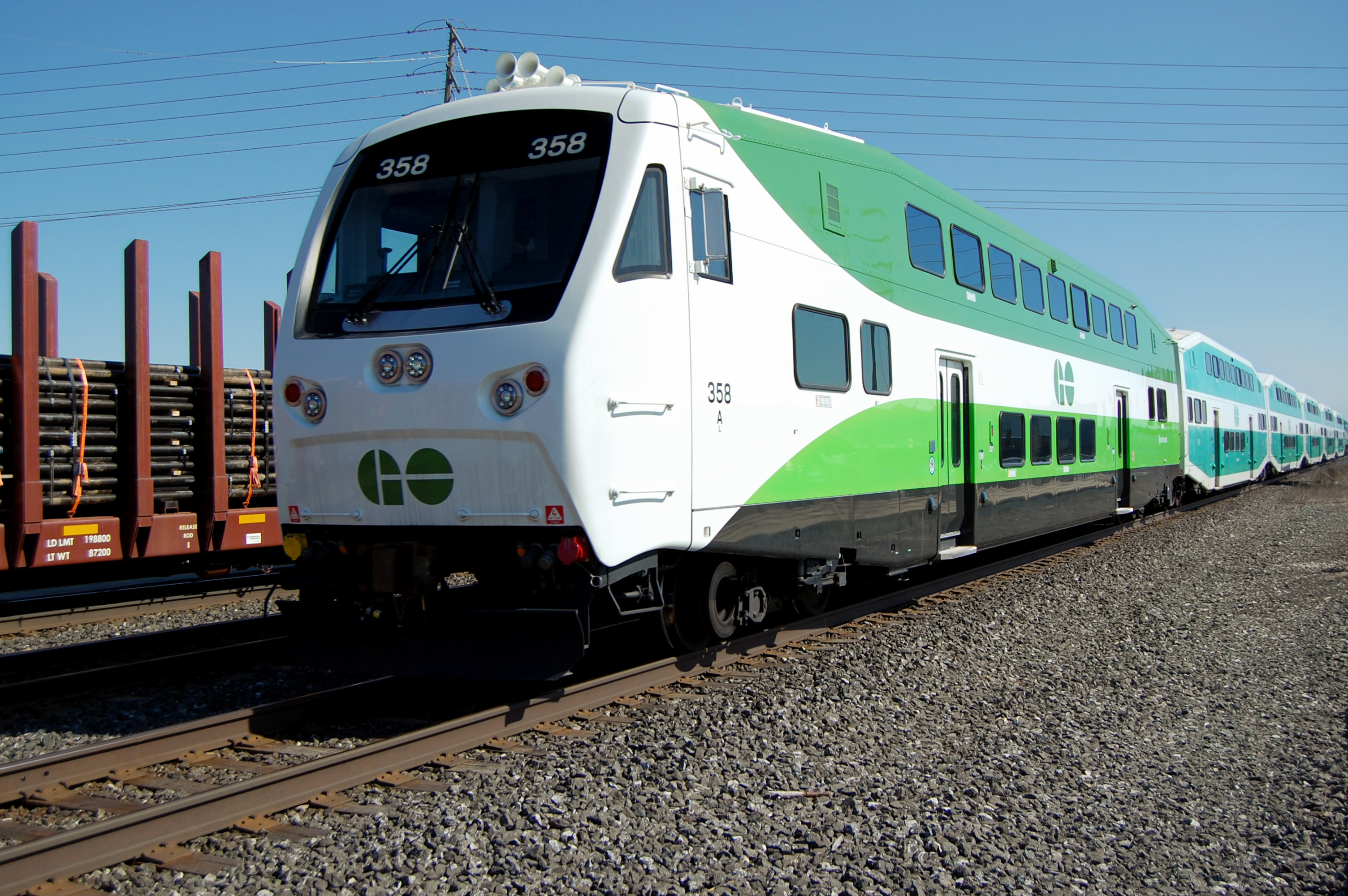
制御車（GOトランジット、デザイン変更後）

## 運用
2018年現在、バイレベル・コーチが使用されている通勤鉄道は以下の通りである。

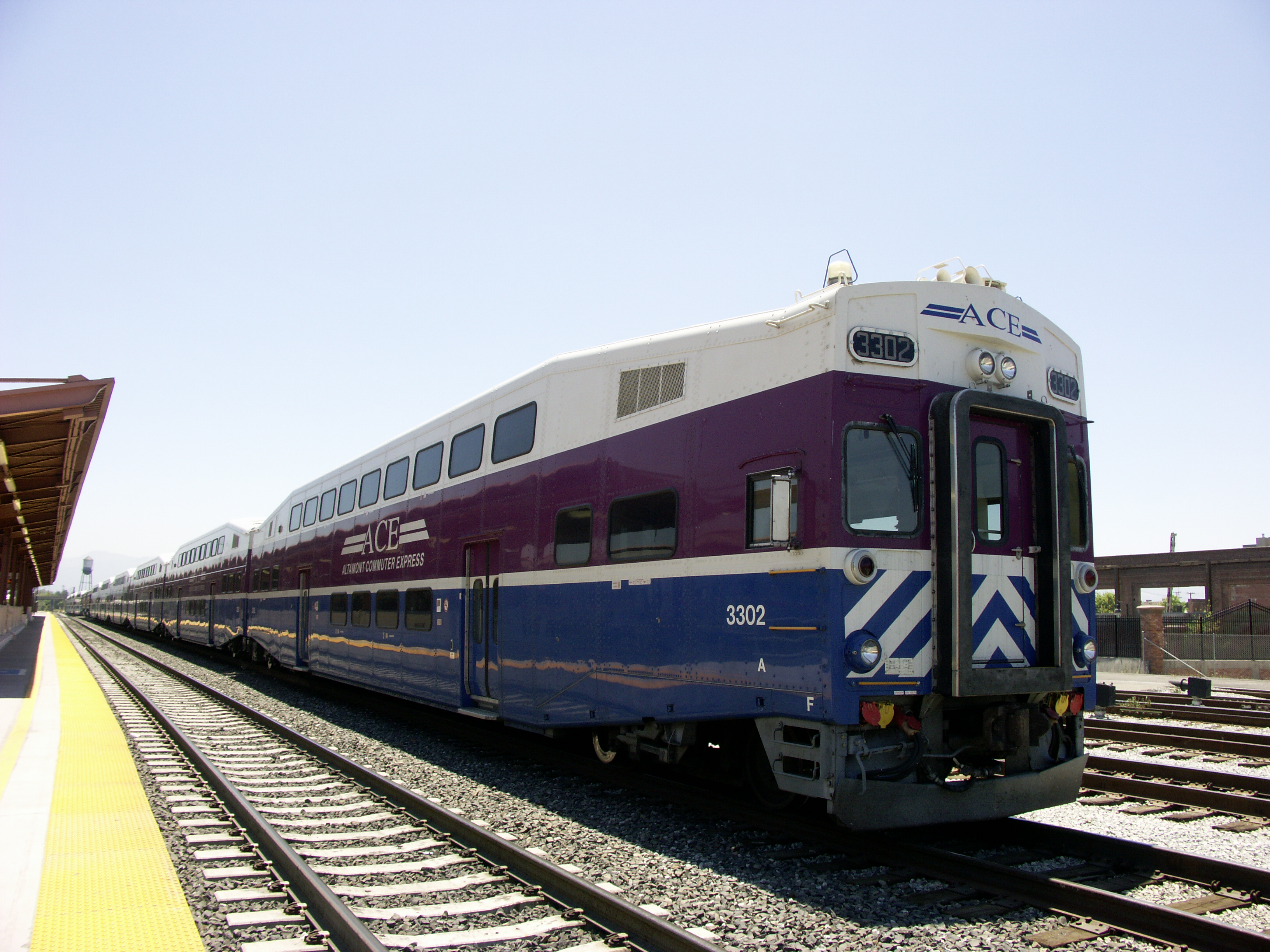
アルタモント通勤急行（アメリカ合衆国）
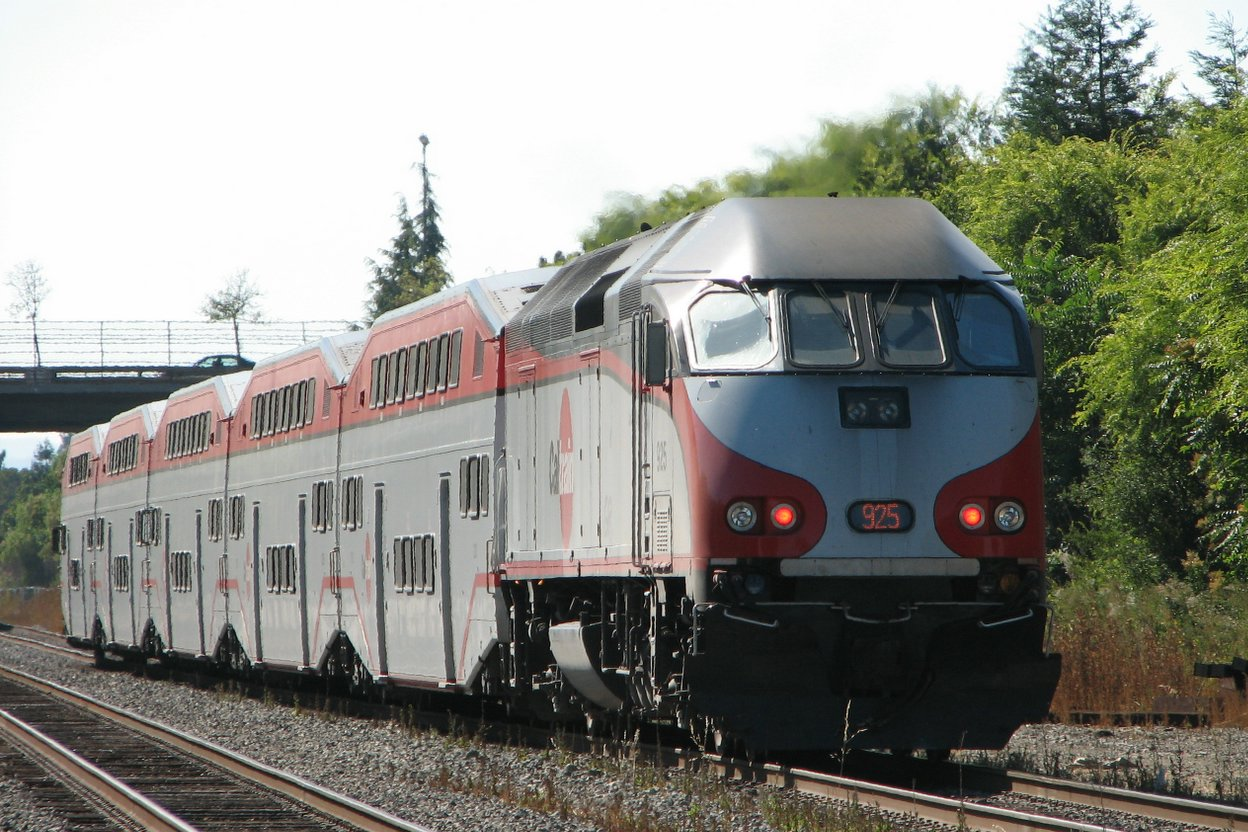
カルトレイン（アメリカ合衆国）
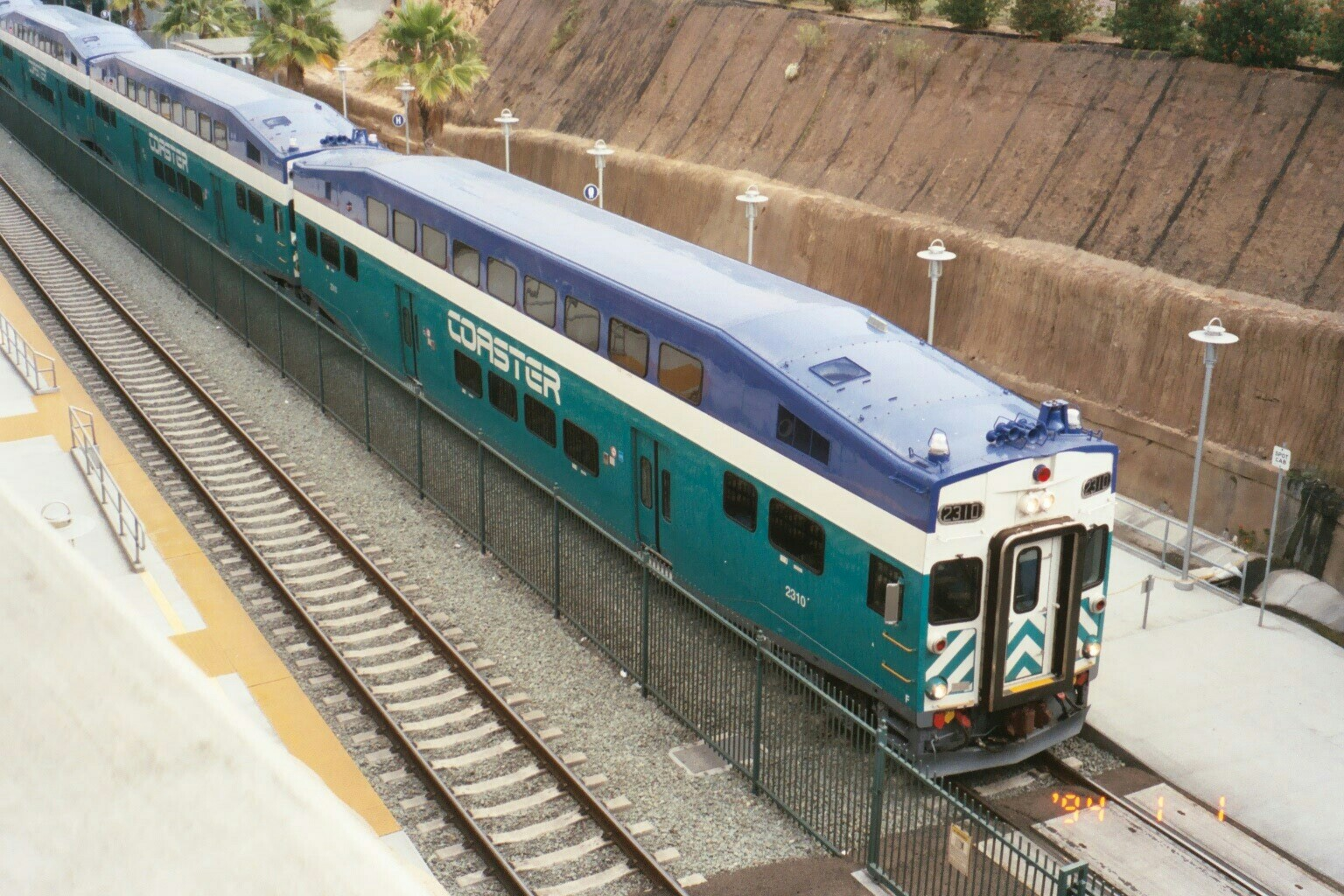
コースター（アメリカ合衆国）
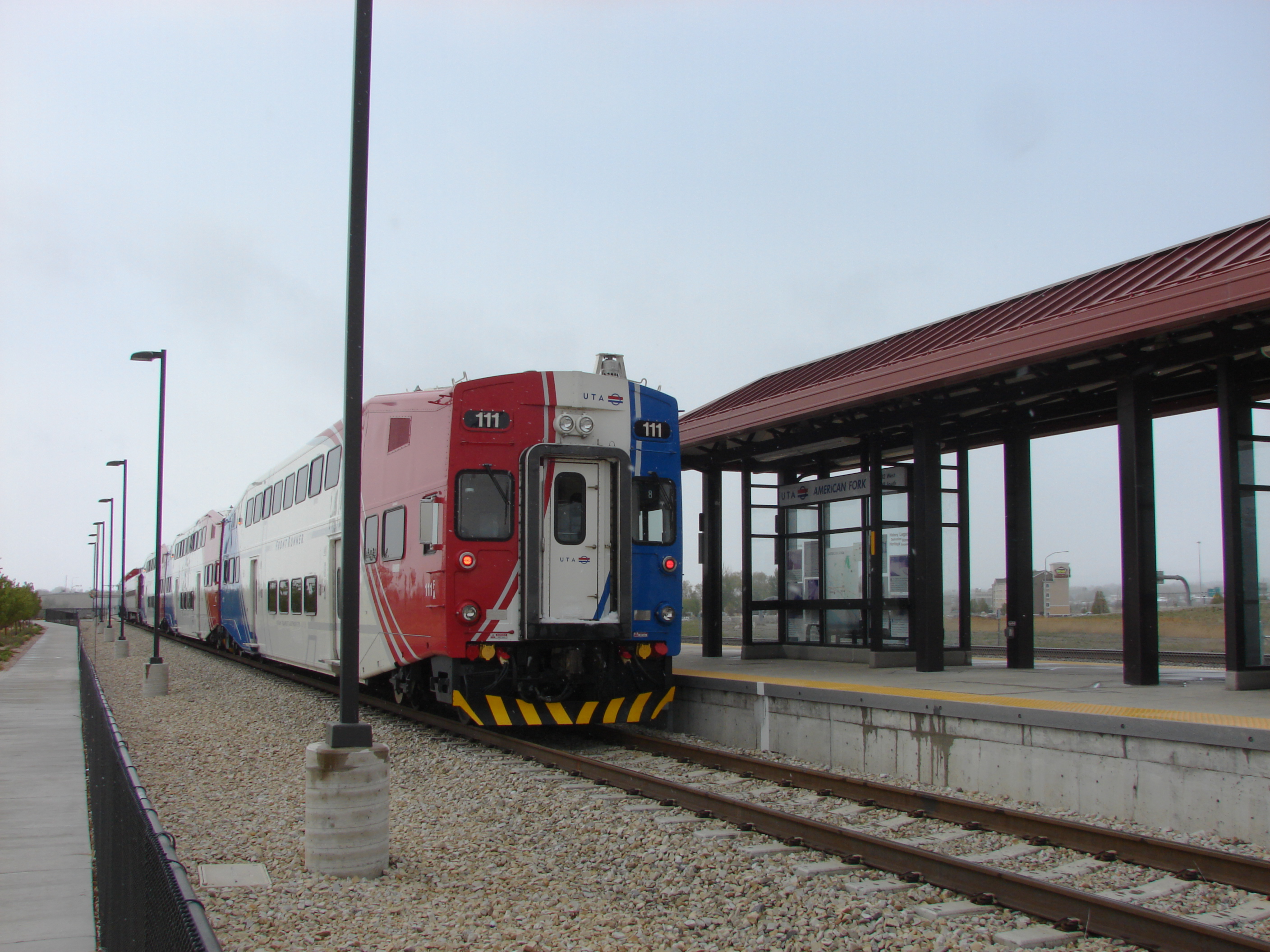
フロントランナー（英語版）（アメリカ合衆国、ユタ交通公社）
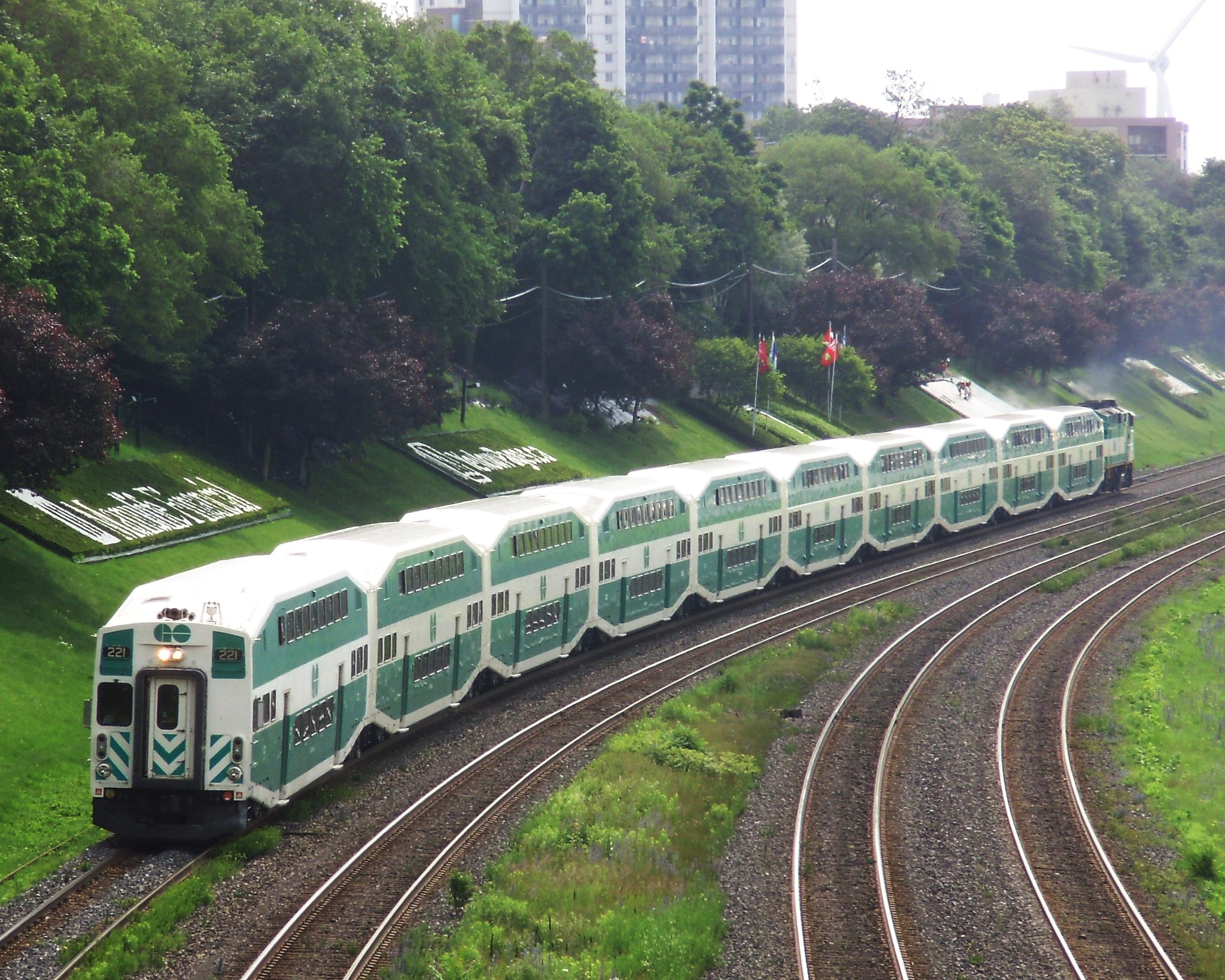
GOトランジット（カナダ）
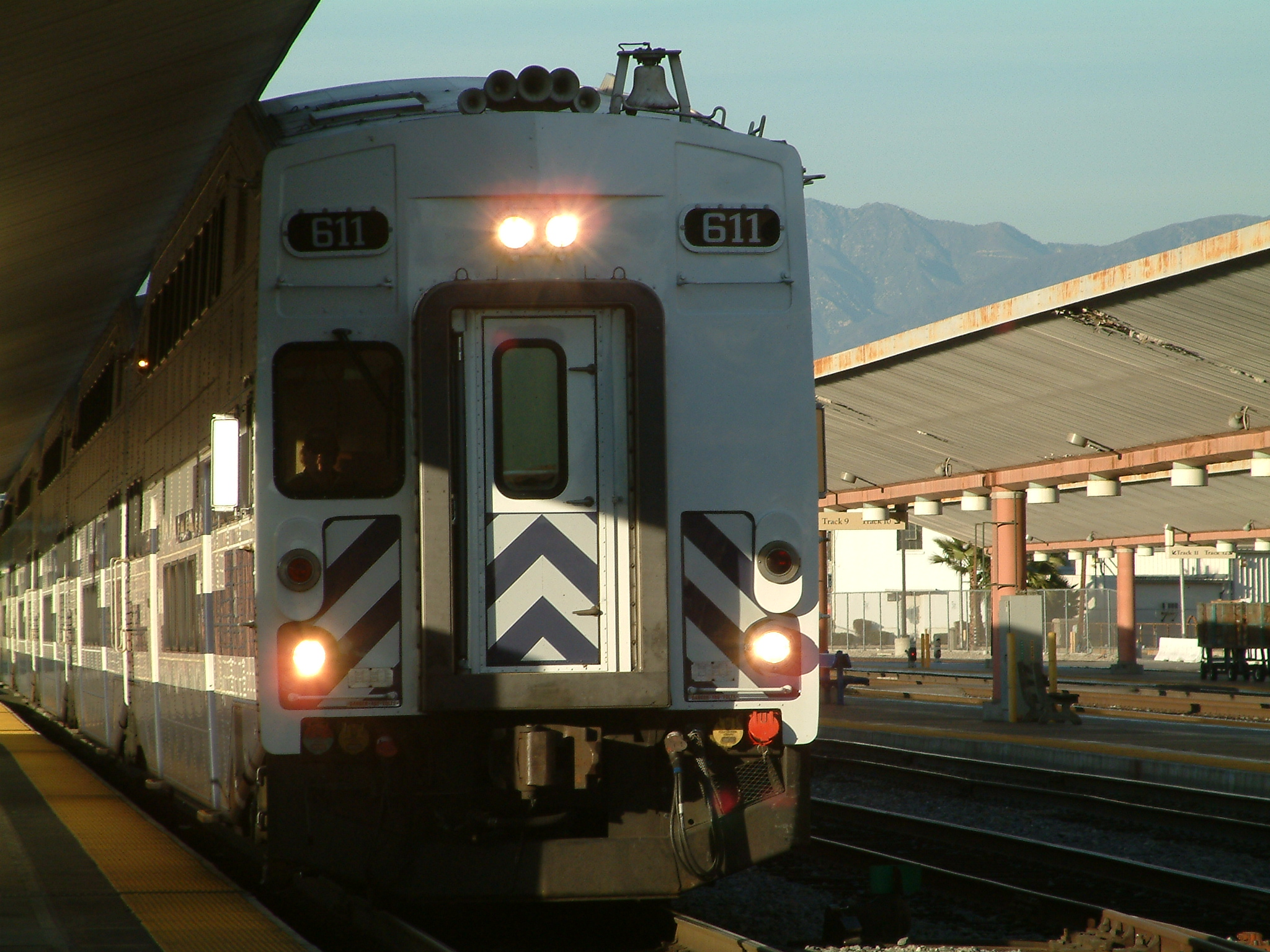
メトロリンク（アメリカ合衆国）
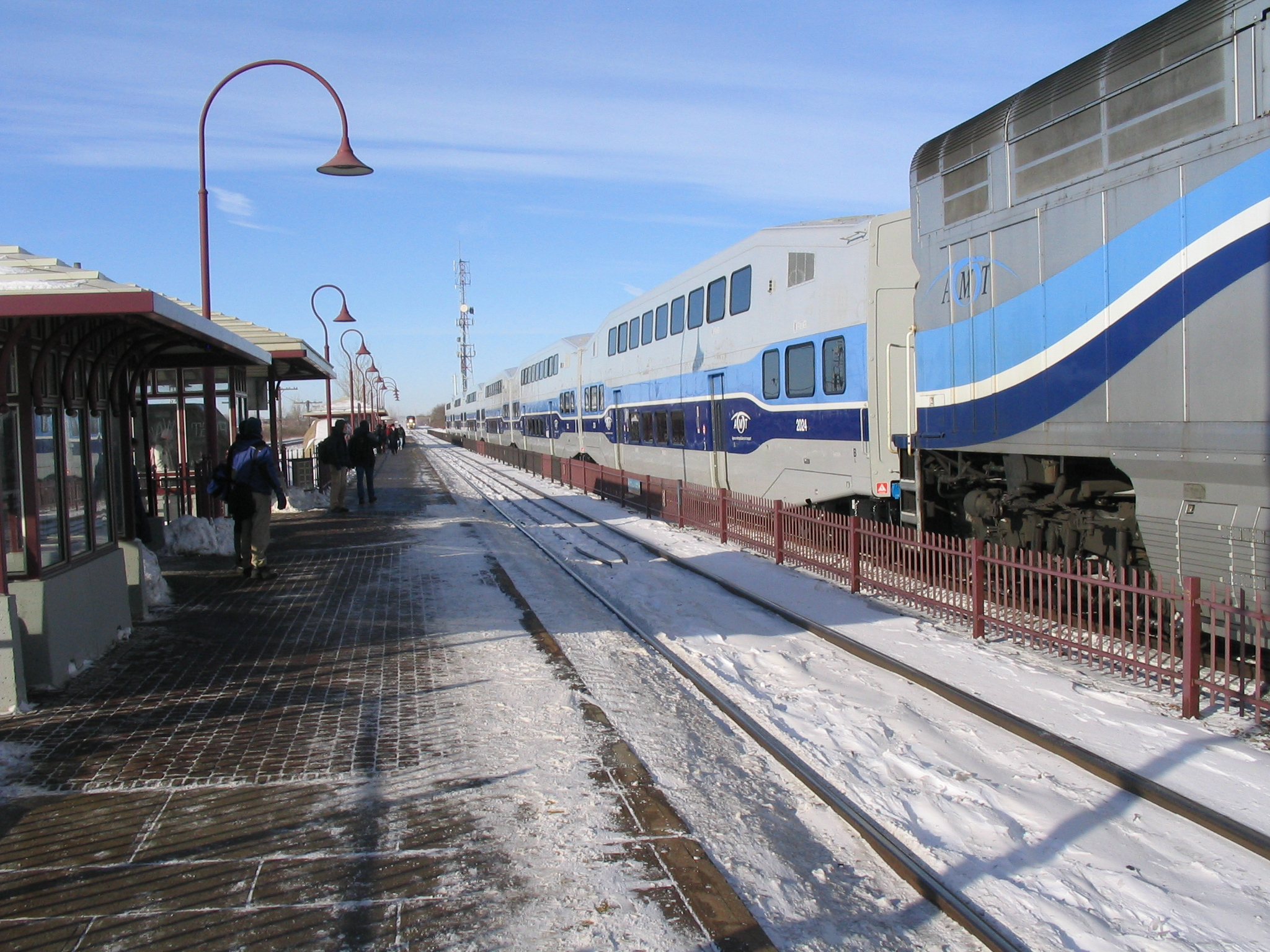
モントリオール大都市圏交通局（カナダ）
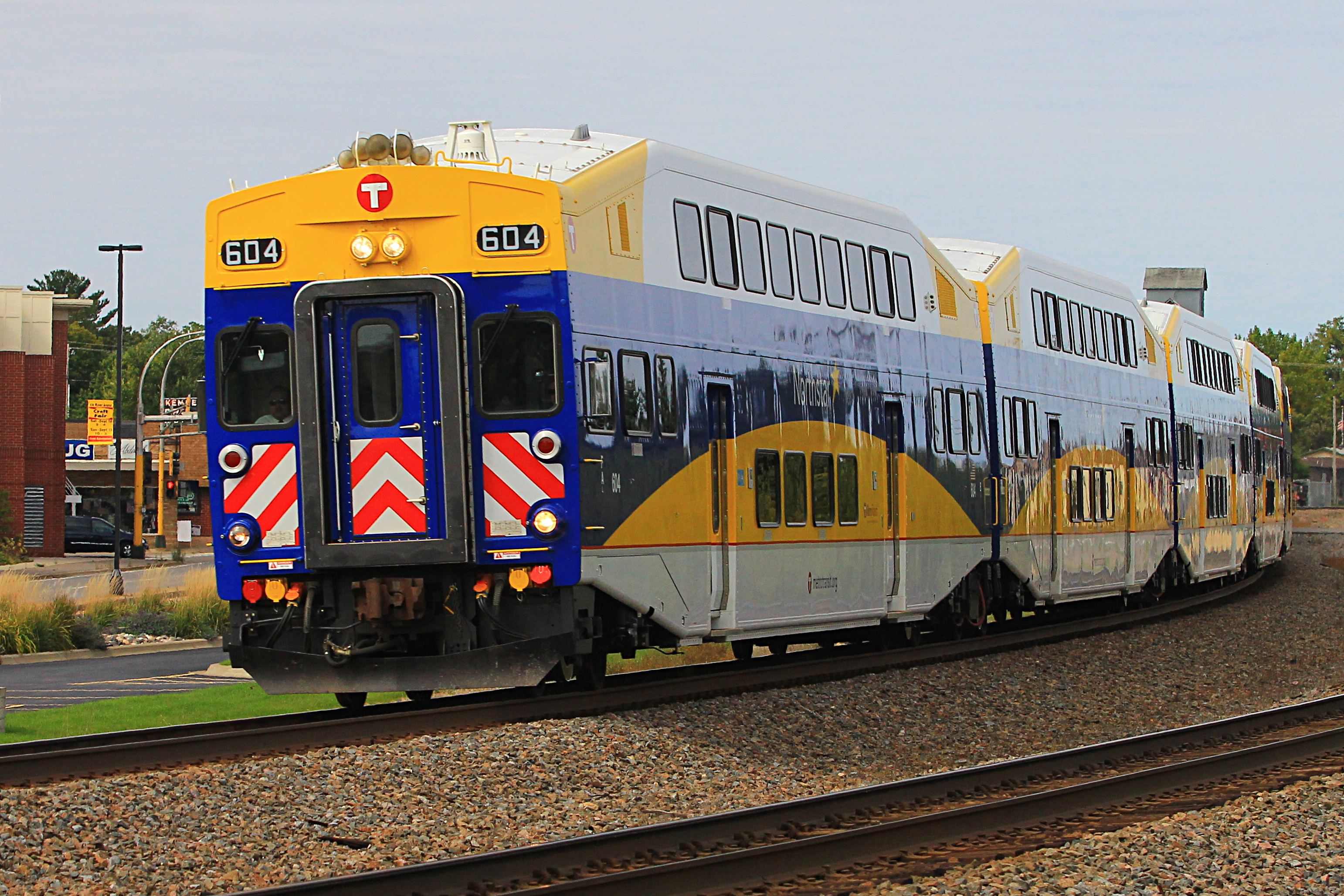
ノーススター・ライン（英語版）（アメリカ合衆国）
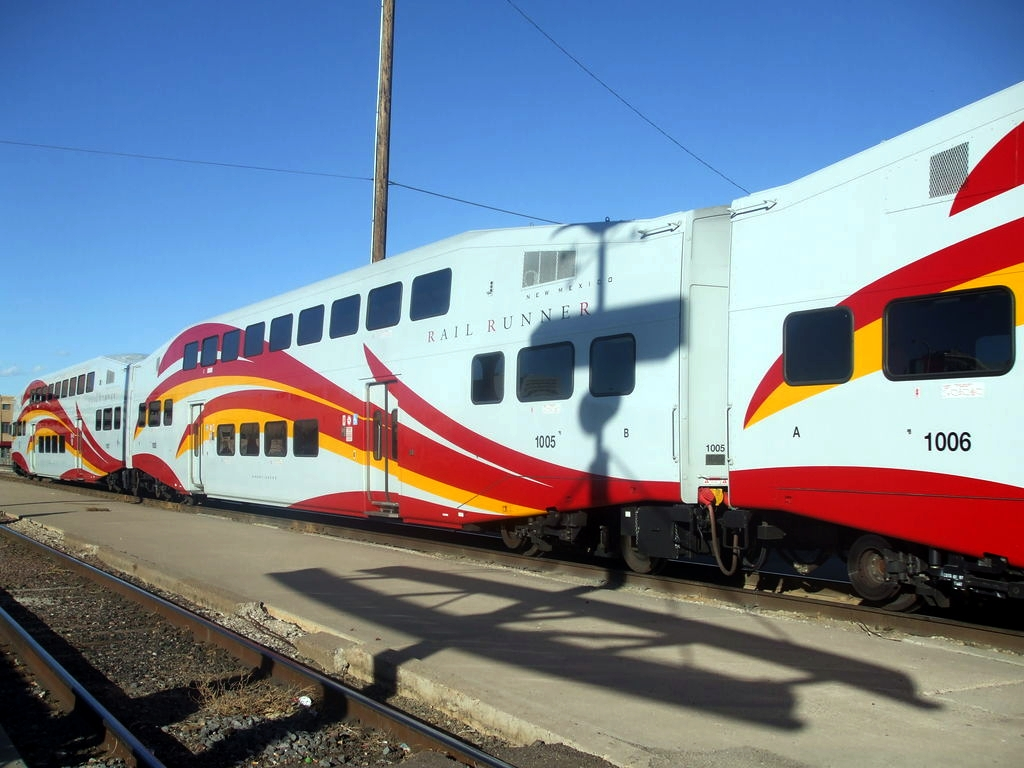
ニューメキシコ・レイルランナー・エキスプレス（アメリカ合衆国）
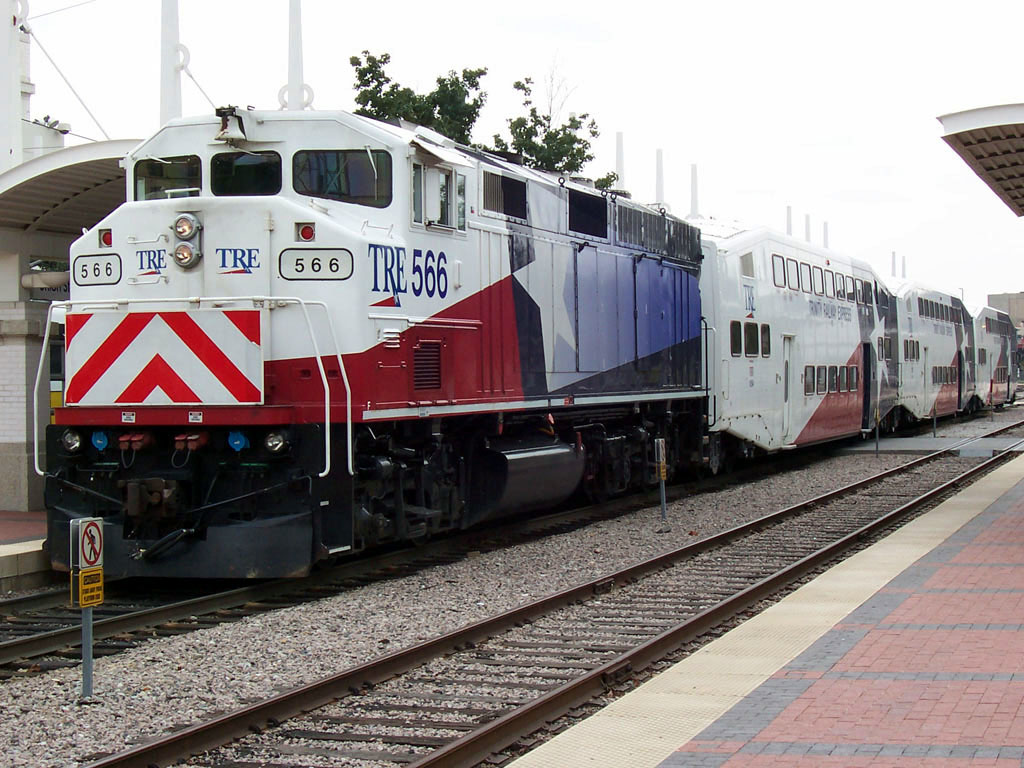
トリニティ・レールウェイ・エクスプレス（英語版）（アメリカ合衆国、ダラス高速運輸公社）
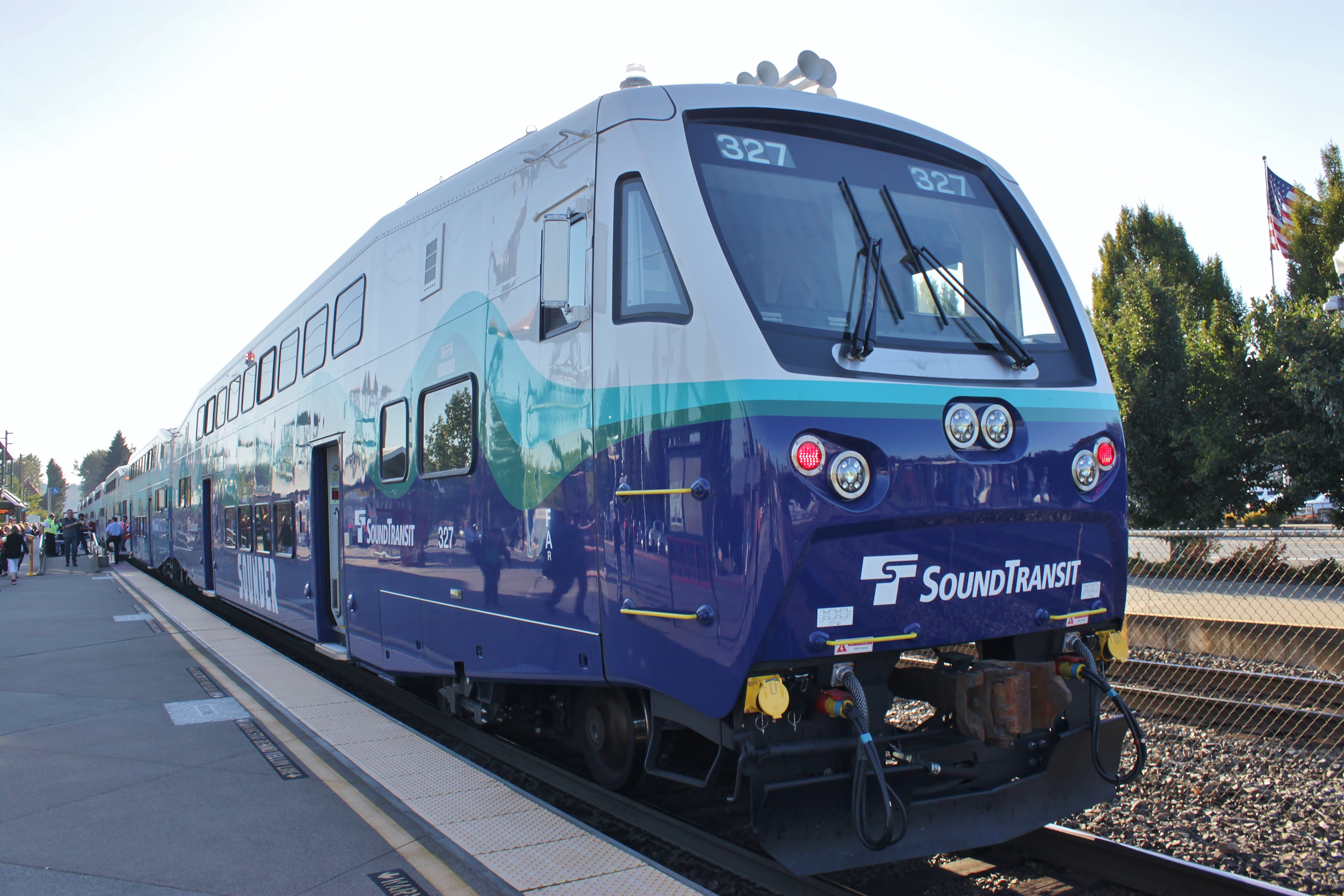
サウンダー通勤鉄道（アメリカ合衆国）
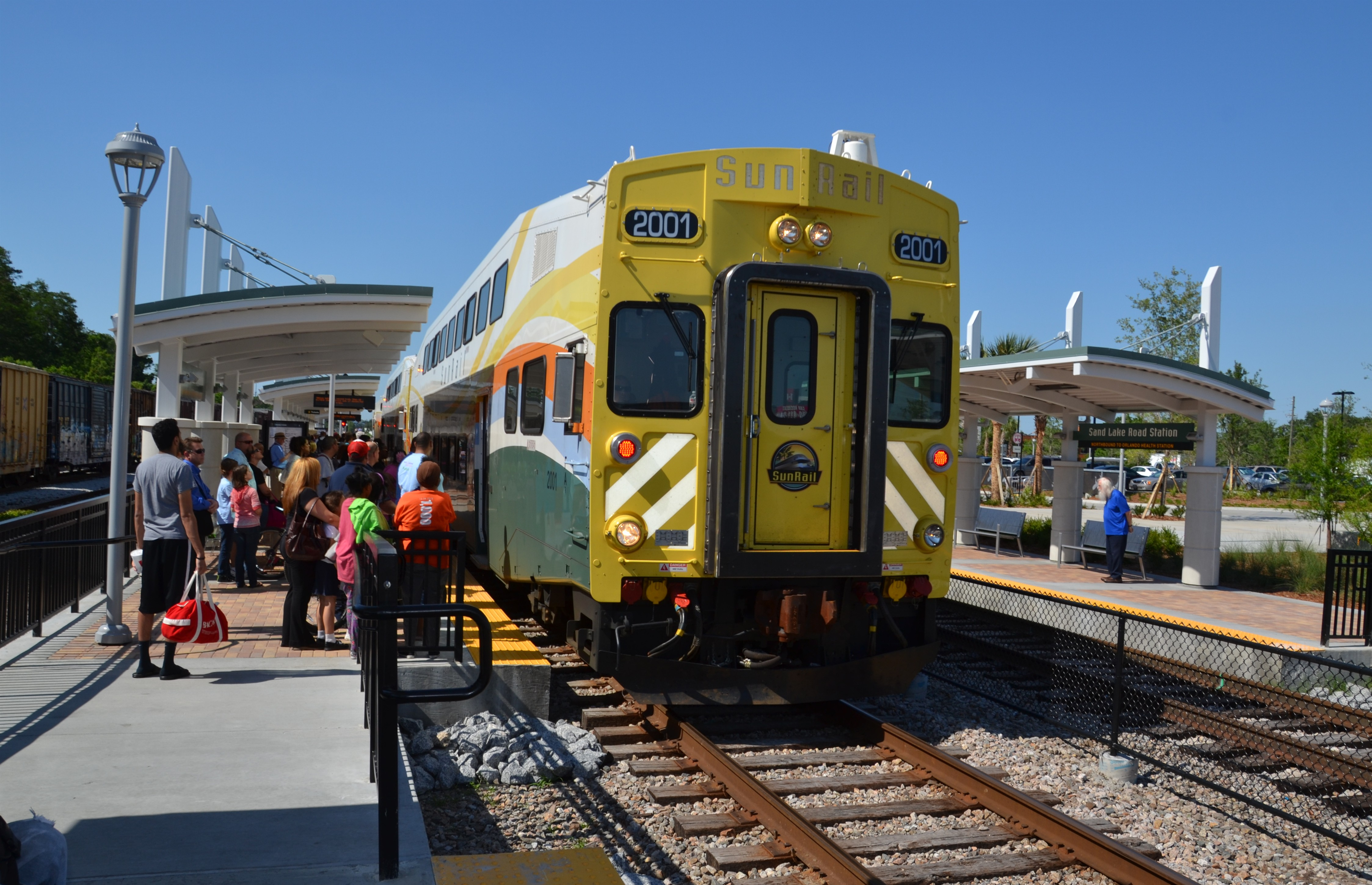
サンレール（英語版）（アメリカ合衆国）
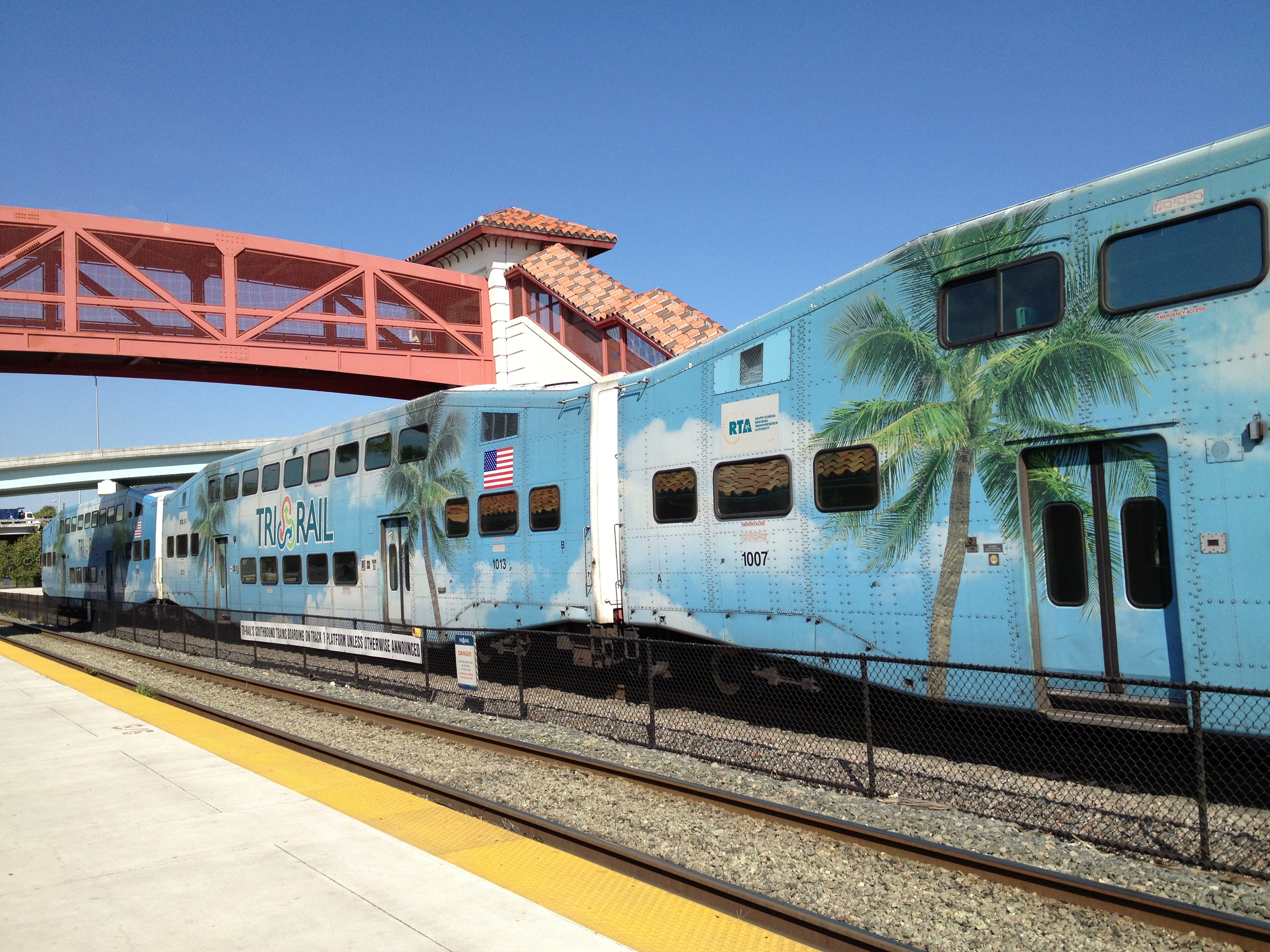
トライレール（アメリカ合衆国）
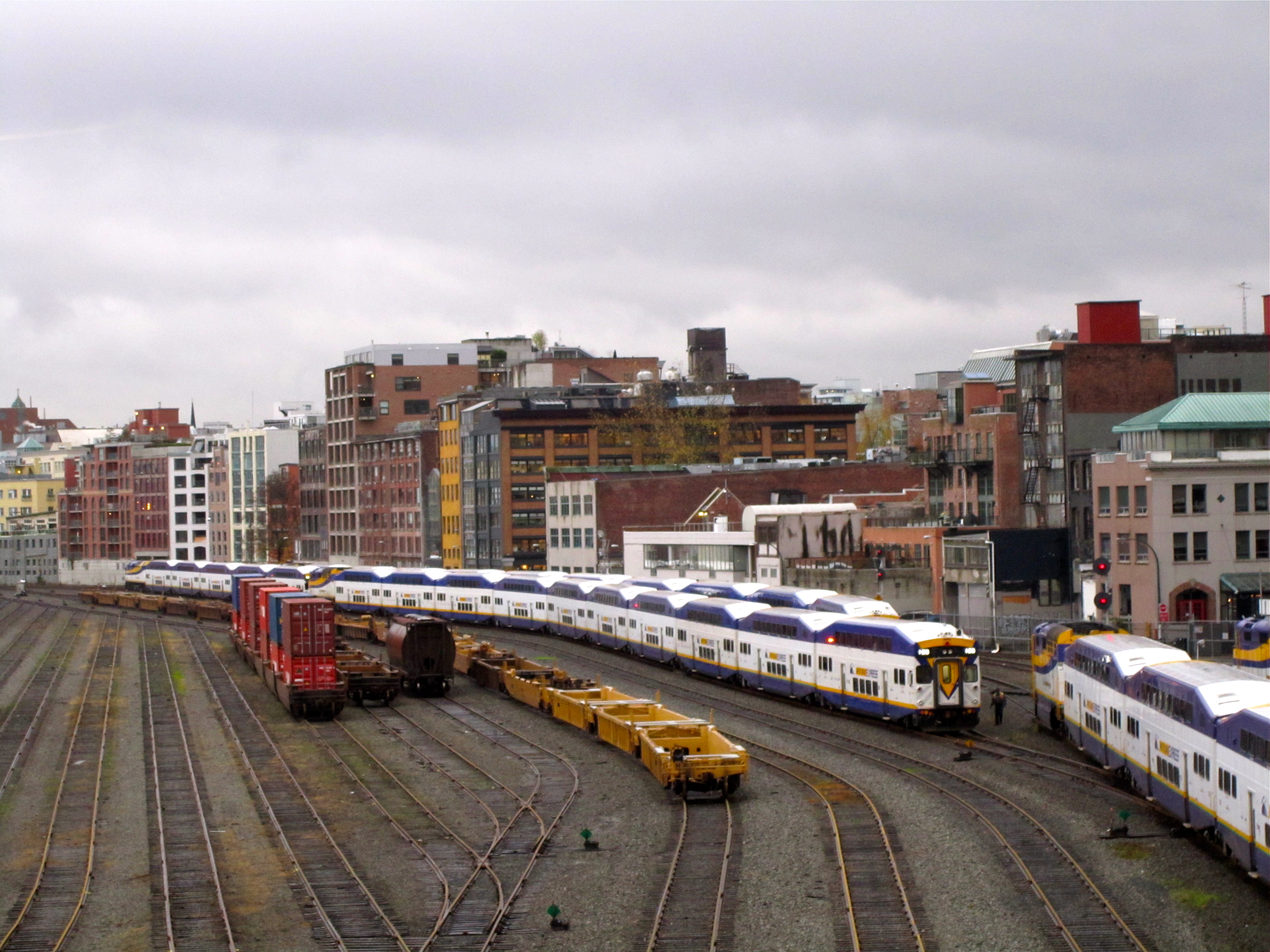
ウエストコーストエクスプレス（カナダ）

## 関連項目

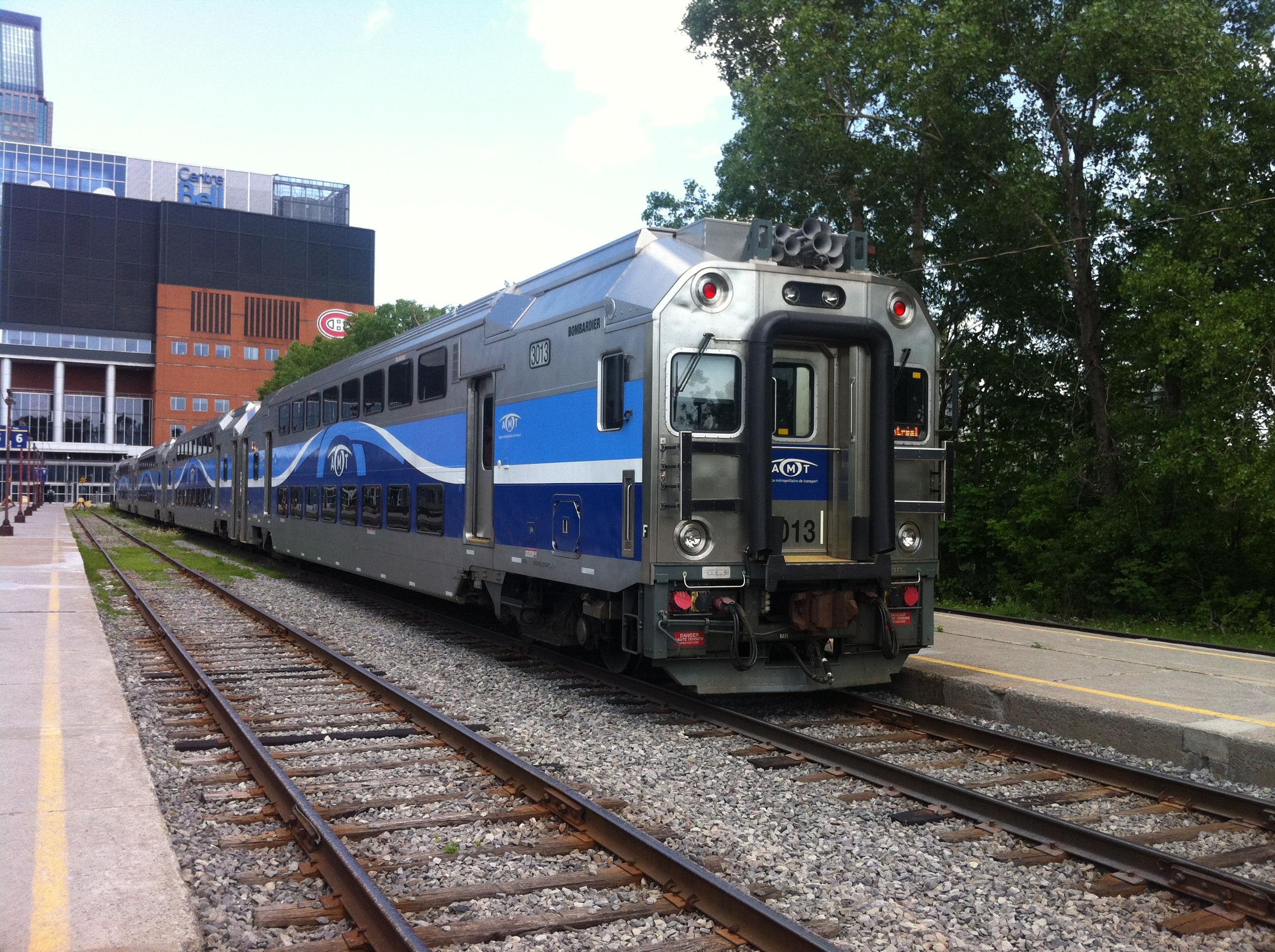
マルチレベル・コーチ（モントリオール大都市圏交通局）
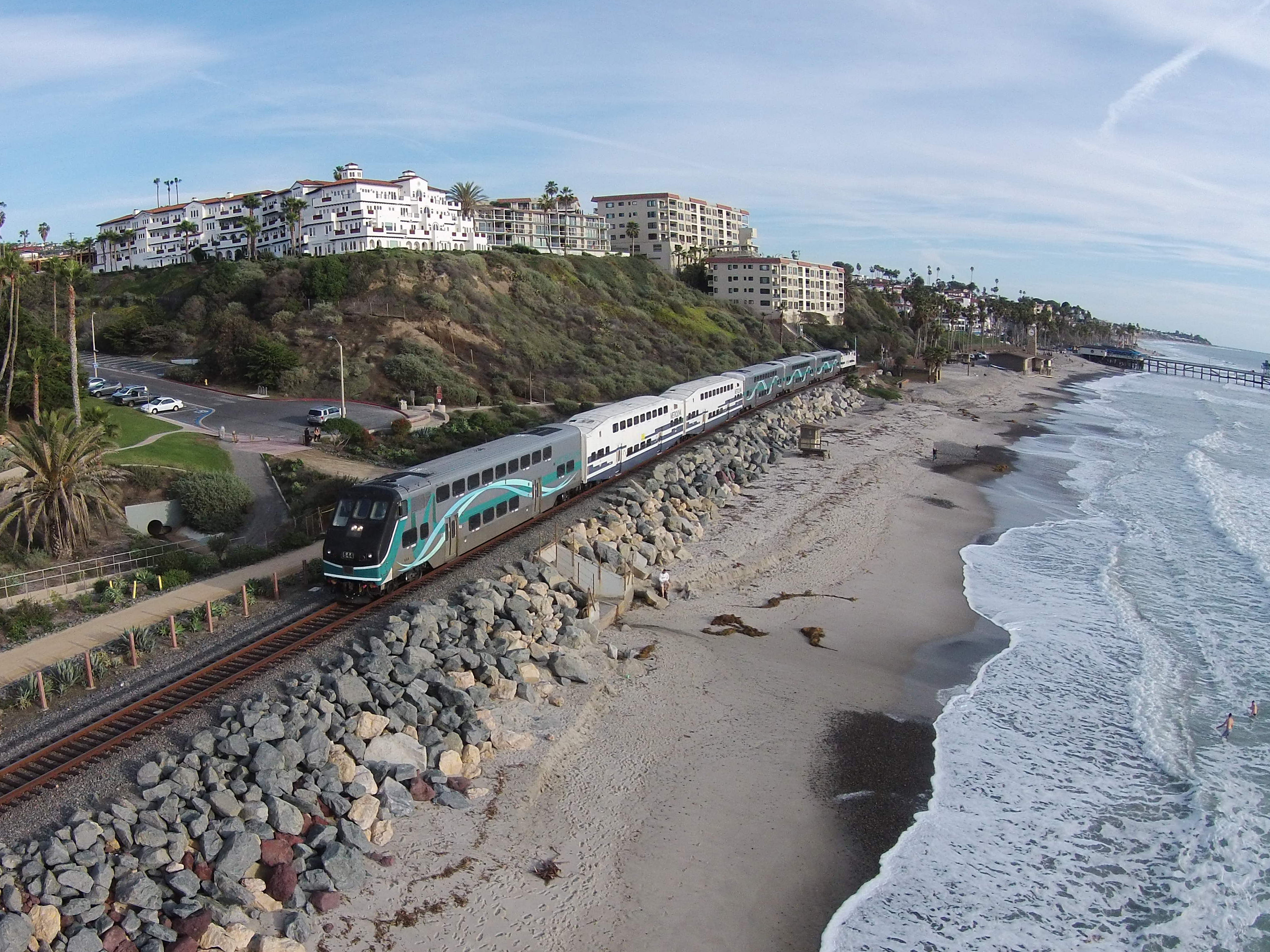
メトロリンクの列車 先頭から1・4 - 6両目は現代ロテム製の客車である
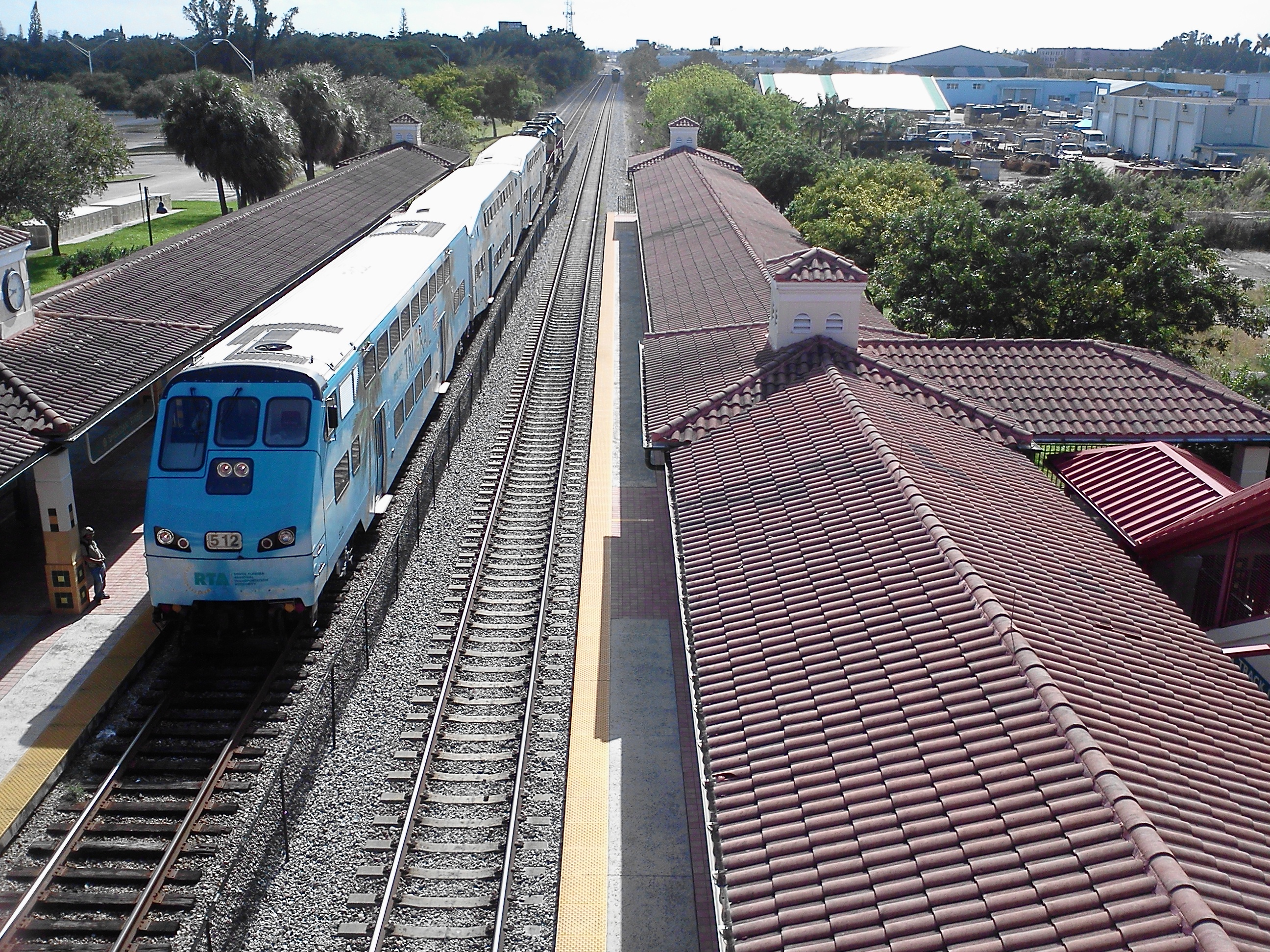
トライレールの列車 先頭車両は現代ロテム製の制御客車である